# Gynaeseius semirregularis
Gynaeseius semirregularis är en spindeldjursart som först beskrevs av Schicha och Corpuz-Raros 1992.  Gynaeseius semirregularis ingår i släktet Gynaeseius och familjen Phytoseiidae. Inga underarter finns listade i Catalogue of Life.